# Тиможинський Віктор Анатолійович
Тиможинський Віктор Анатолійович (нар. 23 вересня 1957) — український композитор, заслужений діяч мистецтв України (2005).

## Біографія
Народився в Луцьку. Закінчив у 1974 Луцьку школу №1. Закінчив теоретичний та фортепіанний відділи Луцького музичного училища (1978), композиторський факультет Львівської консерваторії (1983, кл. ст. викл. В.Флиса). З 1983 — викладач Луцького музичного училища, з 1989 — голова предметно-циклової комісії теорії музики. Член Національної спілки композиторів України (1991), голова Волинського осередку НСКУ (з 1995), член правління НСКУ (з 1999). Лауреат обласної мистецької премії ім. І.Стравінського (1996).

## Творчість
Творчий доробок композитора складають понад сто творів різних жанрів і форм. Музикознавці вважають творчість Тиможинського наслідком «вдумливого, насамперед, морально-етичного аналізу дійсності», а також її переживанням. Кредом митця на думку його колег з НСКУ є «експресія всепроникаючого мелодизму» та «інтелектуальний ліризм».
У творчому доробку композиора:
- Симфонія (1983),
- Вокально-симфонічні твори
  - кантата «Ой у Луцьку славнім» для баритона, мішаного хору і фортепіано, текст народний (1984),
  - «Два замовляння раби Божої Марії» для сопрано і 18 струнних,
  - вокально-симфонічна поема «Матері-Україні» для басу, мішаного хору і симфонічного оркестру, вірші П.Тичини (2000)
- Концертіно для фортепіано і струнного оркестру (1999),
- велика кількість хорів a cappella,
- камерно-інструментальні твори
- музика до казок і драматичних спектаклів